# Warda El-Kaddouri
Warda El-Kaddouri (11 januari 1990) is een Belgische literatuurwetenschapper en journaliste. Sinds 2016 woont ze in Amsterdam.
El-Kaddouri behaalde een Master Taal- en Letterkunde aan de Universiteit Gent en een Master in Europese Studies aan de Katholieke Universiteit Leuven. In 2015 werd ze gekozen als VN-jongerenvertegenwoordiger voor de Vlaamse Jeugdraad, waar ze inzette op de strijd tegen discriminatie bij jongeren op de arbeidsmarkt. In 2019 behaalde ze een doctoraat in letterkunde met een proefschrift over religie en zelfconstructie in Duitse letterkunde. Ze schreef columns voor De Morgen en MO*. Ze werkt als junior redacteur bij De Groene Amsterdammer.

## Publicaties
- El-Kaddouri, Warda (2020). Dominantie. Waarom we denken wat we denken. Academia Press, Gent. OCLC 1226758613

- Virtual International Authority File: 48161209264939862390